# Eduard Pujol
Eduard Pujol i Bonell  (Martorell, Barcelona, 13 de octubre de 1969) es un político español, miembro del partido Junts per Catalunya (Junts) y diputado en el Parlament de Catalunya hasta el 26 de octubre de 2020, cuando renunció a su puesto de diputado y fue suspendida su militancia en Junts a causa de una denuncia por acoso sexual  que, posteriormente, resultaría ser una denuncia falsa.En junio de 2021 le fue devuelto su carné de militante y su abogada presentó sendas denuncias por injurias y calumnias contra ambas mujeres.

## Biografía
Licenciado en Ciencias de la Información por la Universidad Autónoma de Barcelona, inició su trayectoria profesional  en Radio Martorell. Posteriormente fue redactor de deportes en Catalunya Ràdio durante nueve años y colaboró con Jordi Basté en el programa deportivo nocturno No ho diguis a ningú en la misma emisora.
También trabajó en el Fútbol Club Barcelona como director de contenidos en el departamento de prensa. 
Desde el verano de 2010 fue coordinador de contenidos en la cadena de radio RAC 1 propiedad del Grupo Godó y en abril de 2012 pasó a ser su director general en sustitución de Eugeni Sallent.

## Trayectoria
En noviembre de 2017, Eduard Pujol dejó su cargo en RAC 1 para ser portavoz de Junts per Catalunya. Se presentó a las elecciones al Parlamento de Cataluña de 2017 y ocupó el octavo lugar en la  circunscripción electoral de Barcelona. y fue elegido diputado en la XII legislatura autonómica de Cataluña.
El 26 de octubre de 2020, Pujol hizo público que abandonaba su escaño por "motivos personales". El secretario general de Junts per Catalunya, Jordi Sànchez, decidió su destitución cuando tuvo conocimiento de que dos mujeres habían presentado una denuncia de acoso sexual contra Pujol. Testigos entre los que se encontraba la presidenta del Instituto Catalán de las Mujeres negaron que se hubiera producido tal acoso. Ninguna de las dos mujeres implicadas denunció penalmente a Eduard Pujol. En junio de 2021 le fue devuelto su carné de militante y su abogada presentó sendas denuncias por injurias y calumnias contra las dos mujeres que le habían denunciado. Una de las mujeres afirmó ante el juez que no había sido acosada y pidió perdón a Eduard Pujol.
El 29 de septiembre de 2023, durante la votación de investidura del candidato Núñez Feijóo, se equivocó al votar a favor. Rectificó inmediatamente, pero la mesa del congreso consideró el voto nulo.